# Batfa
Batfa, česky také Batva, ukrajinsky Батфа, maďarsky Bátfa, je částí obce Haloč, v surtské venkovské komunitě, v okrese Užhorod, v Zakarpatské oblasti Ukrajiny. V roce 2001 zde žilo 231 obyvatel, z toho 79,65% obyvatel bylo maďarské národnosti.

## Historie
Do podepsání Trianonské smlouvy byla ves součástí Uherska, poté byla součástí Československa. Za první československé republiky byla vedena pod názvem Batva a byla součástí okresu Kráľovský Chlmec, který byl součástí Země Slovenské. V roce 1930 v Batvě žilo 216 obyvatel. V roce 1938 byla ves v důsledku první vídeňské arbitráže přičleněna k Maďarsku. Od roku 1945 byla součástí Sovětského svazu, resp. Ukrajinské sovětské socialistické republiky; nakonec od roku 1991 je součástí samostatné Ukrajiny.